# Ў
Вижте пояснителната страница за други значения на У.
Ў, ў (наричана у кратко, на беларуски: у нескладовае) е 22-ра буква от съвременната беларуска кирилица, обозначавайки гласния звук [/ʊ/] – сходен с английския изговор на W в думи като cow. Нейното съответствие в беларуската латиница е буквата Ŭ. В беларуския тази буква не може да стои пред гласна. В случаите, когато се налага да се постави гласна, ў преминава във в – например на беларуски: хлеў – за хлявом.
За първи път буквата се появява в някои украински книги от края на XVI и началото на XVII век и представлява кирилската буква ижица (Ѵ) със знак за „краткост“ – подобно на Й.
Освен от беларуския, тази буква се използва и от някои неславянски езици:
- Във въведената през 1953 г. кирилска азбука за дунганския език
- За нуждите на алеутския език на населението от остров Беринг
- В узбекския език от 1940 до 1992, когато се е употребявала кирилица.